# Rolf Jacobsen
Rolf Jacobsen (Oslo, 8 marzo 1907 – Oslo, 20 febbraio 1994) è stato un poeta norvegese, detto "Il poeta del verde" perché è stato tra i primi scandinavi ad affrontare il tema dell'equilibrio uomo-natura e dell'ecosostenibilità.

## Biografia

### Istruzione
Aveva sei anni quando, da Oslo, la sua famiglia si trasferì ad Åsnes, nella contea di Innlandet - situata nell'entroterra norvegese. Suo padre faceva il dentista in una scuola. Ad occuparsi della sua istruzione fu soprattutto la madre, che aveva intrapreso gli studi da insegnante, ma li aveva poi lasciati dopo un anno. A tredici anni, lasciò la famiglia e tornò ad Oslo per studiare in una scuola privata, grazie all'appoggio di uno zio ingegnere ferroviario.
S'iscrisse poi all'Università di Oslo, ma la lasciò dopo cinque anni senza essersi laureato.

### Partecipazione alla vita militare
Nel 1927 fece sei settimane di servizio militare.

### Partecipazione alla vita politica
Da giovani aderì al gruppo socialista Clarté - dal Francese "Carità", si trattava del distaccamento norvegese di un movimento internazionale fondato in Francia; tuttavia, in Norvegia era più vicino ai comunisti del movimento locale Mot Dag.
Dal 1937 al 1939 è stato membro del Partito Laburista Norvegese dell'Hedmark.
Tuttavia, durante l'occupazione nazista della Norvegia, Jacobsen scrisse per l'editoriale collaborazionista Kongsvinger Arbeiderblad. Fu inoltre membro dell'Unione Nazionale ("Nasjonal Samling"): per questo, dopo la guerra, fu arrestato e costretto ai lavori forzati.

### Esordio letterario
Scrisse, in versi liberi, Jord og jern (Terra e ferro): cantò la modernità, l'urbanizzazione e l'aeroplano. Fu per questo associato ai Futuristi di Filippo Tommaso Marinetti, sebbene partisse da una prospettiva ancora romantica: infatti, non condivideva il loro entusiasmo per la tecnologia, sebbene riconoscesse la complessità del rapporto uomo-macchina. Risente dell'influenza dell'Edda poetica, di Karel Čapek e Carl Sandburg.

### Vita privata
Nel 1940 sposò Petra Tendø, dalla quale ebbe due figli. Nella sua ultima raccolta, Nattåpent (1995), Jacobsen tratta talvolta questa loro felice relazione in poesie d'amore appassionato.
Nel 1950 si convertì al Cattolicesimo.

### Dopo la Guerra e scontata la pena
Dopo il periodo di cattività, Jacobsen si trasferì ad Hamar, sul lago Mjøsa - sempre nella contea di Hedmark, si tratta del più grande lago norvegese - e visse vendendo libri per dieci anni. Divenne poi giornalista ed editore del periodico Hamar Stifstidende.
Nel 1951 pubblicò Fjerntog, quindi Hemmelig liv nel 1954: il paesaggio norvegese diventa un nuovo tema della sua poetica - è una svolta letteraria.

### Il successo
Sebbene gli fossero già stati conferiti due premi di modesta importanza negli anni Trenta, fu dal 1960 in poi che Jacobsen ottenne il successo, grazie a premi più importanti che, prima - quando ancora gli pesava l'accusa di collaborazionismo -, gli sarebbe stato impossibile vincere.
Nel 1960 fu il decimo vincitore del Norske Kritikerprisen for litteratur or Kritikerprisen. Nel 1968 fu il vincitore norvegese del Doblougprisen - premio assegnato annualmente, dal 1951, ad un autore svedese e ad un autore norvegese contemporaneamente: quell'anno, il corrispettivo svedese fu lo scrittore Jan Fridegård. Nel 1965 vinse il Riksmålsforbundets litteraturpris - premio conferito agli autori in lingua riksmål, la più diffusa delle due forme scritte norvegesi. Nel 1986 vinse l'Aschehougprisen della casa editrice Aschehoug. Nel 1989, infine, ha vinto il "Piccolo Nobel" - lo Svenska Akademiens nordiska pris.
La Norske Akademi for Sprog og Litteratur (Accademia norvegese per la Lingua e la Letteratura) lo ha eletto membro.
Robert Bly ha tradotto alcune sue raccolte in Inglese.